# Schrei nach Leben
Schrei nach Leben (Originaltitel: Mujhe Jeene Do, übersetzt: Lass mich leben) ist ein Hindi-Film von Moni Bhattacharya aus dem Jahr 1963.

## Handlung
Thakhur Jernail Singh ist der Anführer einer Räuberbande, die im Chambal-Tal bekannt ist. Eines Nachts trifft er bei einer Hochzeitsfeier die Kurtisane Chameli, die einen Tanz aufführt. Er entführt sie und beide verlieben sich ineinander. Später bekommen sie auch einen Sohn. Aber ihre Liebe hält nicht lange an, da Thakhur kurz davor ist von der Polizei verhaftet zu werden und schon kurz vor seinem Ende steht. Zu diesem Zeitpunkt schickt Jamila Chameli ins Nachbardorf, um dort ihren Sohn großzuziehen. Unglücklicherweise wird die hilflose Chameli dort von Jamila schikaniert. Zum Glück werden sie von der Polizei gerettet und diese versprechen sogar ihnen Thakhurs Eigentum zukommen zu lassen.

## Musik
| Liedtitel                          | Sänger          |
| ---------------------------------- | --------------- |
| Nadi Naare Na Jao Shyam Pai Padoon | Lata Mangeshkar |
| Ab Koi Gulshan Na Ujde             | Mohammad Rafi   |
| Tere Bachpan Ko Jawani Ki Dua      | Lata Mangeshkar |
| Mohe Na Yoon Ghoor Ghoor Ke Dekho  | Lata Mangeshkar |
| Raat Bhi Hai Kuch Bheegi Bheegi    | Lata Mangeshkar |
| Moko Peehar Mein Mat Chhed         | Asha Bhosle     |
| Maang Mein Bhar Le Rang Sakhi Re   | Asha Bhosle     |

## Sonstiges
Die Originalfassung des Films ist 180 Minuten lang.

## Auszeichnungen
- Filmfare Award 1964
  - Filmfare Award/Bester Hauptdarsteller an Sunil Dutt

- Internationale Filmfestspiele von Cannes 1964
  - nominiert für die Goldene Palme (Moni Bhattacharya)